# Dancing Stage Mario Mix
Dancing Stage Mario Mix (ダンスダンスレボリューション ウィズ マリオ, Dansu Dansu Reboryūshon Uizu Mario, en anglais Dance Dance Revolution with Mario), connu sous le nom de Dance Dance Revolution Mario Mix en Amérique du Nord, est un jeu vidéo de rythme développé par Konami et édité par Nintendo. Il est sorti en 2005 sur GameCube. Le jeu reprend le gameplay de Dance Dance Revolution et se déroule dans l'univers de Mario. Ainsi, il se joue avec un tapis de danse et reprend des pièces musicales de d'autres jeux de la franchise Mario.

## Synopsis
Dancing Stage Mario Mix se déroule dans le Royaume Champignon. L'histoire commence alors que Waluigi vole les clés musicales, ce qui plonge le royaume dans le chaos. En effet, sans les clés, les habitants se mettent à danser sans pouvoir s'arrêter. Un Toad fait alors appel à Mario pour sauver le royaume.

## Système de jeu
Dancing Stage Mario Mix est un jeu de rythme qui reprend le gameplay de Dance Dance Revolution et qui se déroule dans l'univers de Mario. Le jeu est compatible avec un tapis de danse et il est possible d'y jouer avec une manette de jeu. Le joueur doit appuyer avec ses pieds sur les flèches du tapis qui correspondent à celles qui défilent à l'écran au rythme de la musique. Le jeu propose un mode histoire dans lequel le joueur doit enchaîner les séquences de danse et divers mini-jeux afin de progresser dans l'aventure à travers cinq mondes aux environnements divers et variés.

## Commercialisation
Dancing Stage Mario Mix sort le 14 juillet 2005 au Japon, le 24 octobre 2005 en Amérique du Nord et le 28 octobre 2005 en Europe,,,. Il est vendu avec un tapis de danse.